# Damian Michalski (piłkarz)
Damian Michalski (ur. 17 maja 1998 w Bełchatowie) – polski piłkarz występujący na pozycji środkowego obrońcy w polskim klubie Zagłębie Lubin. Wychowanek GKS-u Bełchatów, w którym rozpoczął seniorską karierę. Grał także w KS-ie Polkowice, Wiśle Płock i Greuther Fürth.

## Życie prywatne
Ma starszego brata Seweryna, który także jest piłkarzem.